# 췬완구

취안완 구의 위치

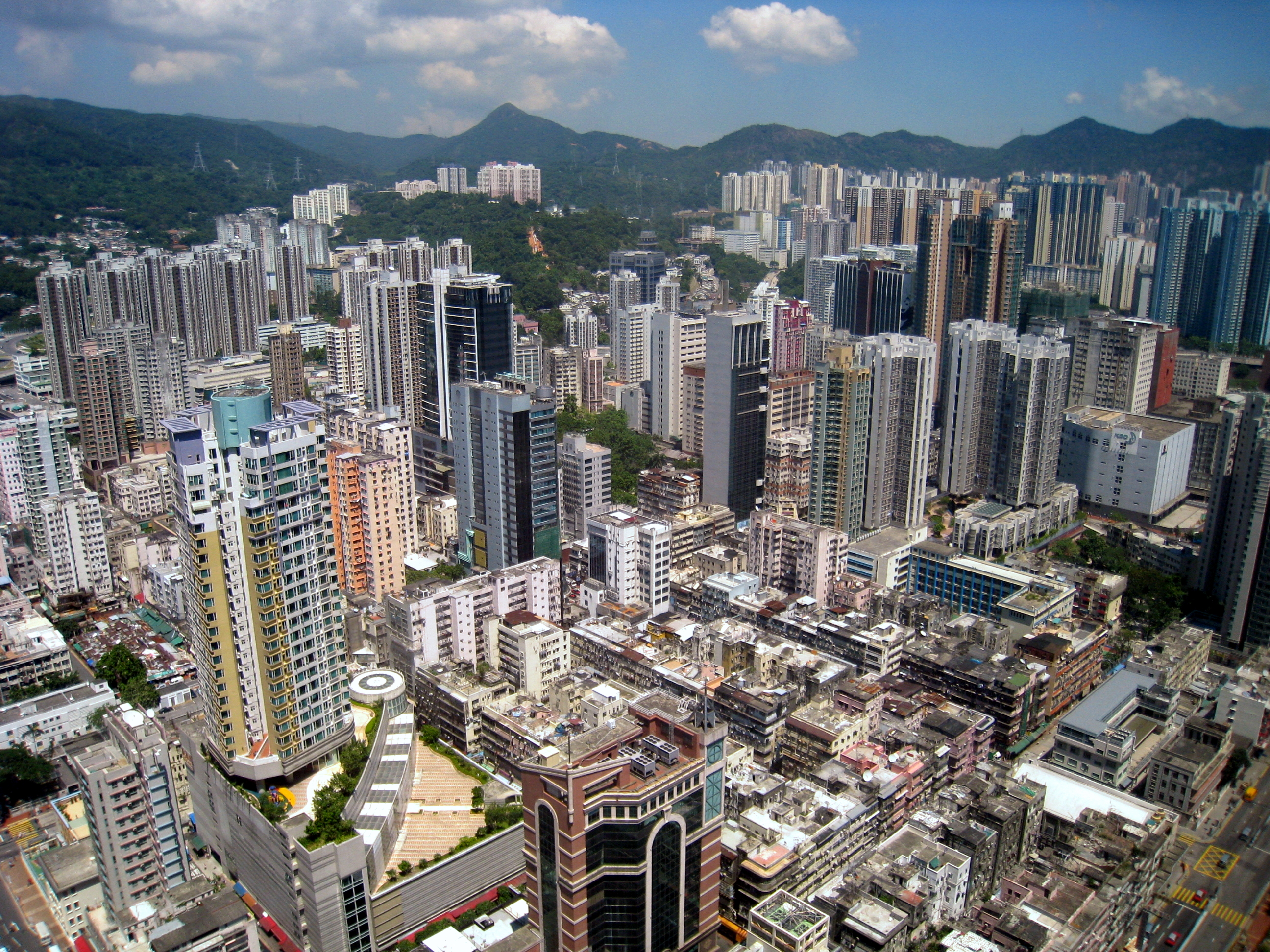
취안완 구의 전경

췬완구(한국어: 전만구, 중국어: 荃灣區, 병음: Quánwān Qū 취안완 구, Tsuen Wan District)는 홍콩의 18개 구의 하나이다. 신계에 위치하고 홍콩 지하철의 췬완 선에 의해 연결된다. 면적은 60.70km2이고 인구는 2006년 기준으로 288,728명이다. 주민들의 소득은 신계 안에서 가장 높다.
구내의 췬완은 췬완 신시진의 일부이다.

## 역사
구는 1982년에 설치되었고 오늘날의 취안완 구 및 쿠이칭 구를 포함했다. 쿠이융지칭이 구가 1980년대 중반에 분리되었고 이후 쿠이칭 구로 개칭되었다.

## 교통
- 홍콩 지하철
  - 췬완 선
  - 서철선